# 왕야오우
왕야오우(王耀武, Wáng Yàowǔ, 1904년 ~ 1968년 7월 3일)는 중국국민당 고위급 장군 겸 산동성 주석이었다. 북벌, 초공작전, 중일 전쟁, 국공 내전 등에 참전했다. 1948년 9월 지난 전역에서 중공군에 포로로 잡혀 1959년에 석방됐다. 문화대혁명 동안에는 과거에 국민당군 사령관이었던 전적으로 인해 홍위병의 공격을 받았고, 심장마비로 죽었다.

## 어린 시절과 경력
왕야오우는 산둥성 타이안의 농민 가정에서 태어났다. 그가 어렸을 적에 부친과 형을 여의었고 어른이 될 때까지 모친에 의해 키워졌다. 쑨원이 황포군관학교를 세웠을 때 왕야오우는 상점 직원으로 일하고 있었다. 그는 바로 사장에게서 돈을 빌려 국민혁명에 참가하기 위해 남쪽으로 갔다. 그의 몇몇 유명한 급우들에는 두위밍, 판한제, 후롄, 류위장, 관린정, 임표가 있다. 졸업 후 북벌에 참가했다. 4.12 사건 이후 국민혁명군 연대장으로 합류했다. 1930년 중원 대전에 대령으로 참전했고 제4차 초공작전에서도 성공한 후 여단장, 51사단장으로 진급했다. 2년 후 제5차 초공 작전에 참전했고 홍군 지도자 팡지민을 사로잡았으며 1934년 9월 전후로 또다른 홍군 지도자를 사살했다. 1935년 장시성에서 홍군 장교 여럿을 사로잡은 공로로 소장으로 진급했다.

## 중일 전쟁
1937년 왕야오우는 상하이 전투에서 그의 부대를 이끌었다. 장링푸는 왕야오우에 의해 감옥에서 석방된 후 왕야오우 휘하 부대에서 연대장이 됐다. 11월 후반 중국군은 상하이 전투에서 패했고 마쓰이 이와네의 중지나 방면군은 난징으로 진격했다. 난징 전투 도중 왕야오우의 51사단은 심각한 사상자 피해를 입었고 상관 당생지는 그를 비롯한 다른 지휘관들에게 알리지도 않고 도시를 떠났다. 왕야오우와 그의 지휘 하에 있던 병력 3천 명만이 겨우 탈출했다. 1938년 란펑 전투에 참전해서 도이하라 겐지가 이끄는 14사단에 맞서 싸웠다. 공격 저지 실패로 인해 국민정부는 황하의 제방을 열었고 그 결과 황하 제방 붕괴 사건이 일어났다. 왕자링 전투 동안 왕야오우의 부대는 중국군의 포위로부터 벗어나려는 일본군에 맞서 싸웠는데 이때 중장 마쓰라 준로쿠로가 이끄는 106사단은 패배했다. 1939년 왕야오우는 난창 전투 참전을 위해 그의 부대를 이끌었으나 도시 사수에 실패했다. 그러나 왕야오우는 창사 전투에서 활약하여 74군단장이 됐다. 그의 지휘 하에 74군단은 국민정부군 엘리트 부대들 중 하나가 됐고 중일 전쟁이 끝날 때까지 거의 모든 전투에 참전했다.

## 국공 내전
1946년 제2차 국공 내전이 시작했을 때 왕야오우는 산동성 주석 겸 제2수정구 사령관이 됐으나 국민당 군부 내 라이벌 세력들과 산둥성에 고립된 국민당군을 공격하는 중공군 때문에 어려움을 겪었다. 1947년 5월 그의 휘하에 있던 장링푸가 이끄는 74사단이 멍량구 전역에서 패하고 그의 휘하에 있던 국민당군 부대 대부분이 산둥성 이외 지역에서 재편됐을 때 그의 경력에 차질이 생겼다. 천이와 쑤위가 이끄는 중공군이 지난 전역 도중 지난을 공격했을 때 왕야오우는 신병들과 2류급 병력들로 이뤄진 지역 부대들을 거느릴 뿐이었다. 지난의 운명은 그의 휘하에 있던 군단장 우화원이 중공군에 탈주했을 때 정해졌다. 공산군은 도시 방어군을 공격했고 왕야오우는 본부로부터 피신했다가 인근에서 붙잡혔다.

## 생애 후반부 및 사망
수감시절 왕야오우는 동료 국민당군 지휘관들에게 중공군에 항복할 것을 주장했고 그 결과 1959년 자신의 상관이었던 두위밍과 더불어 처음 풀려난 국민당군 지휘관이 됐다. 그는 문화대혁명이 발발했을 때 중국인민정치협상회의 소속이었다. 그는 홍위병들에 의해 괴롭힘을 당했고 심장마비로 죽었다. 1980년 덩샤오핑 정권에 의해 복권되고 국장이 치러졌으며 화장된 그의 유해는 팔보산 혁명공묘에 있다.